# Kiiminki
Kiiminki (Kiminge en sueco) es un barrio de Oulu y anterior municipio de Finlandia.
Está localizado en la región de Ostrobothnia del Norte.El municipio tenía una población de 13.268 habitantes (2011) y cubre un área de 339 km² de los cuales 12,19 km² es agua, su densidad poblacional es de 33,6 habitantes por km². En 2013 se unió, como barrio, a la ciudad de Oulu junto con los antiguos municipios de Yli-Ii, Oulunsalo y Haukipudas.
Tiene una torre de telecomunicaciones.